# Anchorman: The Legend of Ron Burgundy
Anchorman: The Legend of Ron Burgundy er en amerikansk komediefilm fra 2004 instrueret af Adam McKay med Will Ferrell i hovedrollen som nyhedsværten Ron Burgundy. 

## Plot
I 1970'ernes San Diego, er Ron Burgundy (Will Ferrell) den berømte og succesrige ankermand for KVWN-TV Channel 4 Evening News. Ron er en del af et sammensat nyhedshold bestående af den modebevidste Brian Fantana (Paul Rudd), sportscaster Champion "Champ" Kind (David Koechner) og den uintelligente meteorolog Brick Tamland (Steve Carell). 
En dag oplyser nyhedsstationens chef Ed Harken (Fred Willard), at han er blevet tvunget til at ansætte Veronica Corningstone (Christina Applegate), en kvindelig journalist fra Asheville, North Carolina – som i øvrigt viser sig at være en kvinde, Ron Burgundy havde forsøgt at lægge an på aftenen før. Nyhedsteamet forsøger alle at forføre Veronica ved hjælp af diverse sexistiske flirting-teknikker med skiftende succes. Ron og Veronica ender med at forelske sig i hinanden efter en hæsblæsende date, hvor Ron imponerer med sine færdigheder på jazzfløjte.
En dag, da Ron er på vej til arbejde, kommer han til at ramme en motorcyklist (Jack Black) med en halvspist burrito, så motorcyklisten vælter og smadrer sit køretøj. I et anfald af raseri gengælder motorcyklisten ved at sparke Ron's elskede hund, Baxter, ud fra en bro. Disse omstændigheder betyder, at Ron kommer for sent til sin nyhedsudsendelse, og Ed bliver nødt til at give Veronica chancen som nyhedsvært. Efter Ron kommer tilbage, har han et skænderi med Veronica om situationen og de går fra hinanden. Den næste dag bliver Veronica hyret som nyhedsvært til nyhedsholdets væmmelse. De to nyhedsværter, Ron og Veronica, bliver hurtigt rivaler og skændes uafbrudt med hinanden både på og uden for skærmen.
Efter flere intriger udenfor skærmen skriver Veronica "Go fuck your self, San Diego" på Rons teleprompter, og Ron kommer til at sige det live til hele byen. Borgerne i San Diego bliver derefter vrede på den tidligere så elskede nyhedsvært, og Ed er tvunget til at fyre Ron. 
Tre måneder senere er Ron arbejdsløs, hadet af hele byen, har ingen venner og er alkoholiker. I mellemtiden er Veronica blevet berømt, men er hadet af hendes mandlige kolleger for at sabotere Rons karriere. Veronica bliver på et tidspunkt sendt ud for at dække Ling-Wongs, en panda i den lokale zoologiske have, fødsel af en ny pandaunge. Alle San Diegos nyhedsstationer er på stedet for at dække fødslen, og i et forsøg på at sabotere Veronicas rapport, skubber nyhedsværten for de offentlige nyheder (Tim Robbins) Veronica ned i bjørnehulen. Da Ed ikke kan finde Veronica, er han nødt til at tilkalde Ron, der efter en hurtig opfriskning møder op ved Ling-Wongs bur. Da Ron ankommer, ser han Veronica ligge i bjørnehulen, hvilket får ham til at hoppe ind til bjørnene uden videre overvejelse. I samarbejde med sin tilbagevenden hund Baxter, får Ron reddet Veronica, hvorefter de forsoner sig.

## Medvirkende
- Will Ferrell som Ron Burgundy
- Christina Applegate som Veronica Corningstone
- Paul Rudd som Brian Fantana
- David Koechner som Champion "Champ" Kind
- Steve Carell som Brick Tamland
- Fred Willard som Ed Harken
- Chris Parnell som Garth Holladay
- Vince Vaughn som Wes Mantooth (ukrediteret)
- Luke Wilson som Frank Vitchard (ukrediteret)
- Seth Rogen som Scottie
- Ben Stiller som Arturo Mendez (ukrediteret)
- Tim Robbins som Public News Anchor (ukrediteret)
- Jack Black som biker (ukrediteret)
- Bill Kurtis som narrator

## Produktion
Selv om Anchorman foregår i San Diego, vises byen kun kort i fugleperspektiv. Ifølge de officielle produktionsnoter, blev Anchorman filmet i Los Angeles, Glendale og Long Beach i kulisser, der var formet til at ligne San Diego i 1970'erne.

## Modtagelse
I åbningsweekenden indspillede Anchorman 28.400.000 $ i sin åbningsweekend og $ 89.300.000 på verdensplan.Filmen blev generelt godt modtaget af kritikere med en 66% rating på Rotten Tomatoes og en 63 metascore på Metacritic. Filmanmelder Roger Ebert gav filmen tre ud af fire stjerner og skrev: "Most of the time... Anchorman works, and a lot of the time it's very funny". Rolling Stone filmanmelder Peter Travers gav også filmen tre ud af fire stjerner og skrev: "If you sense the presence of recycled jokes from Animal House onward, you'd be right. But you'd be wrong to discount the comic rapport Ferrell has with his cohorts, notably the priceless Fred Willard as the harried station manager". I sin anmeldelse i Entertainment Weekly, gav Owen Gleiberman filmen et " C + " og skrev:"Yet for a comedy set during the formative era of happy-talk news, Anchorman doesn't do enough to tweak the on-camera phoniness of dum-dum local journalism". USA Today gav filmen tre ud af fire stjerner, og Claudia Puig skrev,"That he can make his anchorman chauvinistic, deluded and ridiculous but still manage to give him some humanity is testimony to Ferrell's comic talents". I sin anmeldelse i Los Angeles Times skrev Manohla Dargis,"Tightly directed by newcomer Adam McKay, a former head writer on Saturday Night Live who cooked up the screenplay with Ferrell, Anchorman never reaches the sublime heights of that modern comedy classic There's Something About Mary. Big deal — it's a hoot nonetheless and the scaled-down aspirations seem smart"
Empire Magazine rangerede Ron Burgundy nummer 26 på deres "The 100 Greatest Movie Characters". Filmen er nummer 100 på Bravo's "100 funniest movies", og 113 på Empire's 500 Greatest Movies of All Time. 